# Crimă și pedeapsă
Crimă și pedeapsă este un roman scris de autorul rus Fiodor Dostoevski, fiind publicat pentru prima dată în 1866, în ziarul intitulat „Mesagerul rus” („Russkii Vestnik”) , apărând în 12 numere lunare ca mai târziu să fie publicat ca roman, fiind considerat una dintre cele mai cunoscute opere literare a tuturor timpurilor, cu influențe asupra romancierilor ce i-au urmat.
Romanul prezintă în prim plan drama lui Raskolnikov, un student psihotic, obsesiv și însingurat, păstrând legături doar cu un coleg de la facultate, care pune la cale uciderea cu un topor și jefuirea într-o casă din mijlocul orașului Sankt Petersburg a unei bătrâne cămătare și a surorii sale, o epileptică intrată inopinat în casă pe nume Lisaveta, pentru a-și rezolva problemele financiare, dar și din dorința de a-și demonstra lui însuși că este îndreptățit să o facă.
Etalând unele simptome de grandomanie, Raskolnikov se considera o persoană înzestrată cu calități deosebite, asemenea lui Napoleon. Ca om extraordinar, își simte justificată decizia de a ucide, încât nu se mai include în barierele morale ale oamenilor de rând. Cu toate acestea însă, imediat după săvârșirea crimei, protagonistul se îmbolnăvește și are remușcări cu privire la acțiunile lui. Romanul portretizează realizarea treptată a infracțiunii lui Raskolnikov și dorința lui crescândă de a se confesa. Mai mult, tânărul încercă să își protejeze sora, pe Dunia, de admiratorii acesteia, dar și dragostea lui neașteptată pentru o tânără prostituată creștină, Sonia Marmeladova, obligată spre păcat de tatăl bețiv Marmeladov alături de care pleacă în închisoarea siberiană, - Dostoevski, pentru cinci ani, ajunge ca sihaștrii vechi ori martirii biblici la contemplarea permanentă a prezenței iubirii - în dorința crescândă de a scăpa de remușcări și a se mântui prin ispășire.

## Teme

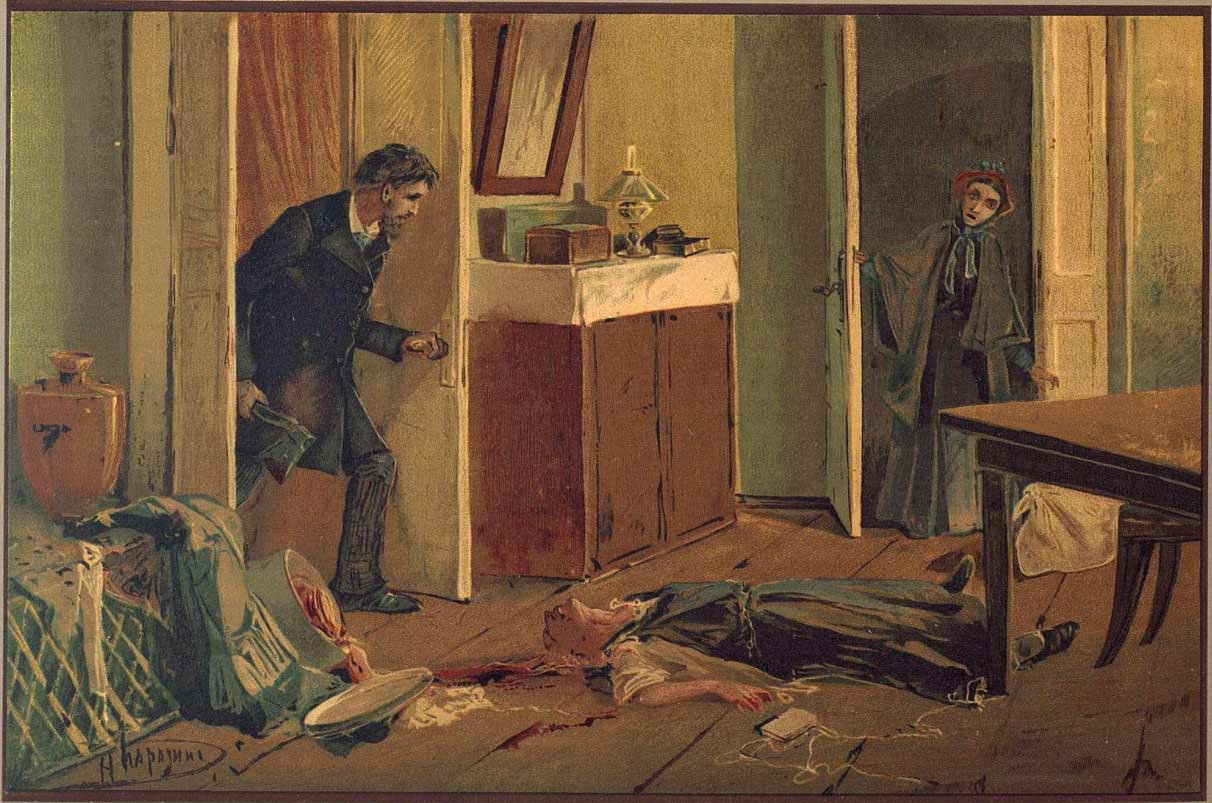
O ilustrație a operei scriitorului Dostoevski

Romanul rus ilustrează tema obținerii salvării prin suferință, o trăsătură des întâlnită în opera lui Dostoevski, în religia creștină considerându-se că suferința are efect purificator asupra spiritului uman, acordându-i șansa mântuirii.
Unul din personajele care întruchipează aceasta temă este Sonia, care, ajutată de credință, găsește energia necesară pentru a-l călăuzi și a-l susține pe Raskolnikov, în ciuda propriei dureri. Cu toate că pare neîndurătoare, demonstrează o structură de caracter optimistă în sfera moralității creștine.
Autorul rus susține ideea că mântuirea este o opțiune posibilă pentru toți oamenii, chiar și pentru cei cu păcate grave. Conștientizând treptat acest fapt, Raskolnikov își mărturisește crima și așteaptă ispășirea. Sonia, cu sprijinul dragostei ce i-o poartă lui Raskolnikov, întruchipează trăsătura iertării creștine, acordându-i șansa de a-și ispăși vina și de a accepta pedeapsa.
O altă temă este cea întâlnită și în existențialismul creștin prin care se definesc barierele morale ale faptelor omului, într-o lume stăpânită de Dumnezeu.
Raskolnikov examinează barierele impuse și decide că un act imoral este justificat atunci când acesta conduce la un lucru extraordinar, la o amprentă a utilitarismului. Acesta este motivul schițat în prima parte a romanului, dar mai târziu, când protagonistul se confesează Soniei și încearcă să îi explice bazele actului pentru care acum se disprețuiește, dezvăluie ideea dorinței de a-și dovedi independența față de orice normă morală, comițând o crimă și asigurându-se că moralul său nu va fi măcinat de aceasta. Dacă această idee s-ar fi dovedit viabilă, Raskolnikov s-ar fi putut imagina ca fiind unul din puținii oameni născuți pentru a conduce, pentru a deveni lideri, aflându-se mult deasupra oamenilor de rând, care nu aveau curajul să se afirme. Acest gând este orientat discret spre „supra-omul” lui Nietzsche, fiind prefigurat și de discursul lui Vautrin către Rastignac în „Le Père Goriot” a lui Balzac, unde Vautrin face clară ideea că cineva precum Napoleon are dreptul sa nu tina seama de legile morale, iar omul care se consideră puternic trebuie să o facă fără să clipească.
Cu toate acestea, Dostoevski este împotriva unei asemenea gândiri, exprimându-și ideile contrare prin supunerea protagonistului său la grele frământări de conștiință în urma crimei

## Caracterizare
Datorită faptului că Raskolnikov este protagonistul romanului, povestea este narată în majoritate din punctul său de vedere. Numele său derivă din cuvântul de origine rusă „raskolnik”, însemnând „divizat, schismatic”, fiind o alegere adecvată, din moment ce trăsătura sa fundamentală este sustragerea sa din societatea umană. Mândria, orgoliul și intelectualismul său îl conduc spre disprețuirea restului umanității, ca și cum ar dori să perpetueze specia. În contrast cu aceasta, el se crede parte integrantă a unui grup de „super-oameni” și că în acest mod poate încălca legile morale în scopul atingerii unui scop măreț, ca acela al binelui utilitarist. Cu toate acestea, vina care îl macină după uciderea Alionei Ivanovna și a surorii ei Lisaveta și starea continuă de leșin pe care o are de fiecare dată când îi sunt menționate păcatele, servesc drept dovadă că el nu este făcut din aceeași materie ca și adevărații super-oameni, asemenea lui Napoleon.
Cu toate că a luat decizia să se confeseze pe tot parcursul romanului și să își accepte condiția mediocră, el rămâne ferm convins de faptul că uciderea deținătoarei casei de amanet a fost justificată.
Ultima sa realizare, aceea că o iubește pe Sonia, este singura suficient de puternică pentru a depăși concepția sa despre lume. Relația lui Raskolnikov cu celelalte personaje contribuie foarte mult la punerea în lumină a personalității protagonistului și a auto-cunoașterii. Cu toate că ține la prietenul lui, Razumihin, la mama sa, Pulheria Alexandrovna și la Dunia, Raskolnikov este atât de prins în gândirea sa sceptică asupra lumii, încât este de multe ori lipsit de înțelegere pentru cei ce încearcă să îl ajute. El se atașează de Sonia, pe care încearcă să o asocieze cu încălcarea normelor sociale, dar nu reușește să înțeleagă că păcatul ei este diferit de al lui: în timp ce ea se sacrifică cu adevărat pentru binele celorlalți, el comite crime pentru binele propriu.
În final, în discuțiile lui cu Svidrigailov, bărbat care încercase s-o seducă pe Dunia, poziția lui Raskolnikov este pragmatică. Cu toate că îl disprețuiește pe cel din urmă din cauza depravării, pare a avea nevoie de ceva de la el – probabil schimbarea perspectivei din care este privită crima sa, dorindu-și să nu mai fie văzută ca un lucru atât de grav.